# Ołeksandr Połowkow
Ołeksandr Iwanowycz Połowkow (ukr. Олександр Іванович Половков, ur. 4 października 1979 w Swerdłowśku, obwód ługański) – ukraiński piłkarz, grający na pozycji obrońcy.

## Kariera piłkarska

### Kariera klubowa
Swoją piłkarską karierę rozpoczynał w klubie Szachtar Swerdłowśk. Później przeniósł się do Ługańska, gdzie występował w amatorskich klubach Hellada Ługańsk i Dynamo Stachanow. W 2000 został zawodnikiem pierwszoligowej Stali Ałczewsk. Swój debiut w klubie zaliczył jednak już po spadku do drugiej ligi, w sezonie 2001/2002. W sezonie 2002/2003 został wypożyczony do Szachtara Ługańsk. Latem 2007 przeszedł do Zorii Ługańsk. W marcu 2010 podpisał roczny kontrakt z uzbeckim klubem Navbahor Namangan

## Sukcesy

### Sukcesy klubowe
- mistrz Ukraińskiej Pierwszej Lihi: 2005